# 亞當·馬圖什奇克
亞當·馬圖什奇克（波蘭語：Adam Matuschyk，1989年2月14日—）是波蘭的一位足球運動員。在場上司職中場。他現在效力于德國足球乙級聯賽球隊科隆足球俱樂部。